# 시롤리무스
시롤리무스(Sirolimus) 또는 라파마이신(Rapamycin)은 기관이식시 사용되는 새로 개발된 면역억제제이다. 특히 신장 이식에 유용하게 쓰인다. 시롤리무스는 이스터 섬의 토양에사는 세균 스트렙토마이세스 히그로스코피커스(Streptomyces Hygroscopicus)에서발견된 매크로라이드(Macrolide)이다.